# Jared Schmidt
Jared Schmidt (* 18. April 1997 in Ottawa) ist ein kanadischer Freestyle-Skier. Er startet in der Disziplin Skicross.

## Werdegang
Schmidt nahm von 2013 bis 2018 als Skirennfahrer an FIS-Rennen teil und startete erstmals als Skicrosser im Februar 2017 im Sunday River im Nor-Am-Cup, wobei er die Plätze 17 und vier errang. Bei den Juniorenweltmeisterschaften 2017 in Chiesa in Valmalenco kam er auf den 32. Platz. In der Saison 2017/18 wurde er mit zwei Podestplatzierungen Dritter und in der Saison 2018/19 mit drei ersten sowie zwei zweiten Plätzen Vierter in der Skicross-Wertung des Nor-Am-Cups. Zudem gab er im Januar 2019 in Blue Mountain sein Debüt im Freestyle-Skiing-Weltcup, wobei er den 45. Platz errang. In der Saison 2020/21 erreichte er in Bakuriani mit dem dritten Platz seine erste Podestplatzierung im Weltcup und zum Saisonende den 38. Platz im Skicross-Weltcup. In der Saison 2021/22 kam er mit zwei Top-Zehn-Platzierungen, darunter Platz drei in Arosa auf den 28. Platz im Skicross-Weltcup und beim Saisonhöhepunkt, den Olympischen Winterspielen 2022 in Peking, auf den zehnten Rang. In der folgenden Saison fuhr er auf den 21. Platz im Skicross-Weltcup und bei den Weltmeisterschaften 2023 in Bakuriani auf den 17. Rang. Nach Platz 21 beim ersten Weltcup der Saison 2023/24 in Val Thorens, holte er dort seinen ersten Weltcupsieg. Auch die folgenden Weltcups in Arosa und Innichen konnte er gewinnen.
Seine ältere Schwester Hannah Schmidt ist ebenfalls im Freestyle-Skiing aktiv. Seine Cousine Madeline Schmidt nahm als Kanutin bei den Olympischen Sommerspielen 2020 in Tokio teil.

## Erfolge

### Olympische Spiele
- 2022 Peking: 10. Platz Skicross

### Weltmeisterschaften
- 2023 Bakuriani: 17. Platz Skicross

### Weltcupwertungen
| Saison  | Skicross | Skicross |
| Saison  | Platz    | Punkte   |
| ------- | -------- | -------- |
| 2020/21 | 38.      | 65       |
| 2021/22 | 28.      | 117      |
| 2022/23 | 21.      | 169      |
| 2023/24 | 8.       | 516      |

### Weltcupsiege
Schmidt errang im Weltcup bisher fünf Podestplätze, davon drei Siege:
| Datum             | Ort         | Land       |
| ----------------- | ----------- | ---------- |
| 8. Dezember 2023  | Val Thorens | Frankreich |
| 12. Dezember 2023 | Arosa       | Schweiz    |
| 21. Dezember 2023 | Innichen    | Italien    |

### Nor-Am Cup
- Saison 2017/18: 3. Skicross-Wertung
- 10 Podestplätze im Nor-Am Cup, davon drei Siege

### Juniorenweltmeisterschaften
- Chiesa in Valmalenco 2017: 32. Platz Skicross